# مكور ريشون
مكور ريشون هي جريدة إسرائيلية تأسست عام 1997، ومنذ عام 2014 تملكها مجموعة إسرائيل هيوم. رئيس تحرير الصحيفة (2025) هو إلعاد تانا. تنتمي الجريدة إلى اليمين السياسي في إسرائيل وهي شائعة بين الجمهور القومي المتدين.و قد عمل في هذه الصحيفة عددا من الكتاب العرب ومن ابرزهم الكاتبة والمدونة اليمنية اليهودية نجاة النهاري  الذين عملت  كاتبة ومدونة لدا الصحيفة  حيث كتبت سلسلة المقالات الشهيرة عن القبائل اليمنية التي ضلت متمسكة بيهوديتها ودينها اليهودي  من 2009 حتى 2012م 

## تاريخ الجريدة
أسس الحاخام شموئيل طال "مكور ريشون" الجريدة الأسبوعية، في يوليو 1997 وكانت ملكًا له. وكان رئيس التحرير المؤسس للصحيفة هو الصحفي مئير عوزيئل. تقف عائلة ليسنبيرغ، وهي عائلة دينية وطنية تتاجر بالألماس ولها جذور في بلجيكا وتل أبيب، وراء التأسيس الفعلي. في بداية طريقها، ضم رئيس التحرير، عوزيئل، الصحفيين مايكل روزوليو ويوني أريئيل لطاقم الجريدة. وكان روزوليو سابقا مراسلا لصحيفة "يديعوت أحرونوت" والسلطة الثانية للتلفزيون والإذاعة الإسرائيلية، وأحد مؤسسي "راديو كول هيام أدوم". يوني أريئيل كان المحرر الاقتصادي لصحيفة جيروزاليم بوست. تأسس الفريق في مكاتب "منشورات إسرائيل" في غفعات شاؤول في القدس، وكان يتألف من صحفيين ومحررين متدينين وعلمانيين.  
كان معظم محرري الصحيفة في سنواتها الأولى علمانيين، بما في ذلك مئير عوزيئل وعوفر شابيرا.
منذ لحظة تأسيسها عانت الصحيفة ماديًّا. وكانت إيراداتها منخفضة وتدهور وضعها المالي حتى نهاية أكتوبر 1999، حيث أُغلقت الصحيفة، وأعلن أصحابها إفلاسهم. وبعد حوالي أربعة أسابيع، في ديسمبر 1999، أعيد تأسيس "مكور ريشون" تحت شركة تدعى "مكور ريشون الجديد" - وهي خطوة أتاحت للمشتري، مايكل هاريش، التمتع بسمعة الصحيفة دون تحمل ديون المؤسسة السابقة. عمل هاريش على توسيع قاعدة المشتركين والأساس الاقتصادي للصحيفة، لكنه تعرض أيضًا لخسائر فادحة. امتلك الصحيفة لمدة أربع سنوات حتى عام 2003، عندها باع الصحيفة لرجل الأعمال شلومو بن تسفي. خلف بن تسفي كانت عائلة اليهودي البريطاني كونراد موريس، وبعد الشراء،أُدخلت تغييرات كبيرة على الصحيفة. بدأ بن تسفي بهيكل متجدد للصحيفة، الذي تضمن توسيعًا كبيرًا في عدد الصفحات والملاحق، وتوظيف كتاب مرموقين والتحوّل إلى تنسيق الصفحات العريضة.
حتى منتصف عام 2007، صدرت "مكور ريشون" أسبوعيًّا. في 25 أبريل 2007، بعد وقت قصير من شراء بن تسفي لصحيفة "هاتصوفي" العريقة، دُمجت الصحيفتان وبدأت الطبعة اليومية بالظهور تحت شعار "مكور ريشون - هاتصوفي". في البداية عُين يوآف سوريك رئيس تحرير الصحيفة اليومية، ثم أريئيل كهانا. طُبعت الصحيفة  في تلك السنوات في مطبعة "غرافوبرنت" التابعة لمجموعة هآرتس. وفي يونيو 2007، أطلقت الصحيفة موقعًا إلكترونيًا جديدًا باستثمار قدره 1.5 مليون شيكل.
في يونيو 2009،صدر إعلان أن الصحيفة ستبدأ بإصدار طبعة يومية رقمية ستنشر عند الظهيرة وتُوزّع عبر البريد الإلكتروني على المشتركين، باستثمار قدره نصف مليون شيكل. كانت هذه الطبعة الخاصة منفصلة عن تلك المطبوعة صباح أيام الأسبوع وطبعة الجمعة، عمل على الطبعة الرقمية 35 موظفًا، واستمرت الطبعة لمدة شهرين وتوقفت عن العمل مع الإصدار الأخير في 29 يوليو 2009.
في 23 سبتمبر 2014 صدر العدد الأخير من الجريدة اليومية. اعتبارًا من هذا التاريخ تُطبع جريدة نهاية الأسبوع فقط.

## فترة بن تسفي
في عهد بن تسفي، زادت صحيفة "مكور ريشون" حضورها في الخطاب العام في إسرائيل. لكن حتى في عهد شلومو بن تسفي، عانى لأول مرة من عجز مالي، ومن إدارة محمومة أدت إلى زيادة في النفقات. وفور شراء الصحيفة، نُقل مكتب التحرير من بتاح تكفا إلى بيت كالكا في تل أبيب ومن هناك إلى حديقة القدس للتكنولوجيا. فُتحت الملاحق وأُغلقت، وجُنِّد الصحفيون والكتاب والمديرون وفصلوا. للتغلب على الأزمة، أمر بن تسفي بتخفيض الرواتب وإجراءات المكفآت الأخرى. وفي الوقت نفسه، وبعد أن اكتشف العمال عدم حصولهم على المزايا الاجتماعية وتأخر أجورهم لفترة طويلة، بدأوا بالاحتجاج ضد إدارة الصحيفة. وفي نوفمبر 2008، أفادت التقارير أن الصحيفة تعاني من صعوبات مالية، حتى أن موظفي الصحيفة تقدموا إلى المحكمة بطلب لحل الصحيفة. وتعاملت الصحيفة مع الأزمة بقطع المحتوى ورفع الأسعار وتسريح الموظفين وإغلاق موقع الصحيفة وأرشيف المقالات وغيرها من الإجراءات. وعلى الرغم من الصعوبات الداخلية، استمرت الصحيفة في الصدور بانتظام.
وفي فبراير 2012، تعرض الموقع الإلكتروني للصحيفة لهجوم من قبل مخترقين فلسطينيين.
في سبتمبر 2012، اشترى بن تسفي صحيفة معاريف. ودمج صحفيي مكور ريشون في معاريف وموقع صحيفة معاريف nrg، ونقل طباعة "مكور ريشون" إلى مطبعة معاريف، بدلا من مطبعة هآرتس. لكن هذ الشراء العملاق أدى إلى انهيار الصحيفتين. أما الصحف، التي كانت في ذلك الوقت متشابكة بالفعل مع بعضها البعض، سواء في المحتوى أو في الإدارة، فقد تعرضت لعملية التصفية. في 9 مارس 2014، صودق على طلب بن تسفي لإصدار أمر تجميد إجراءات صحيفتي مكور ريشون ومعاريف لمدة شهرين. الصحيفة المطروحة للبيع مع صحيفة معاريف، وقد تقدم عدد من العروض منها من إسرائيل هيوم، جيروزاليم بوست، يديعوت أحرونوت ومجموعة يرأسها الرئيس التنفيذي أودي راغونيس.

## فترة ادلسون
وبتاريخ 30 مارس 2014، وافقت المحكمة المركزية في القدس على بيع الجريدة لجريدة يسرائيل هيوم مقابل 14 مليون شيكل، وبيع موقع nrg مقابل 3 ملايين شيكل. وقد تأخر تنفيذ عملية البيع بسبب تحقيق مطول أجراه مفوض مكافحة الاحتكار ديفيد جيلا، بسبب الخوف من الإضرار بالمنافسة في سوق الصحف في إسرائيل. وشرع موظفو الصحيفة في نضال شعبي، وفي 30 أبريل 2014 صودق على الشراء. نُشرت محتويات الصحيفة على موقع nrg حتى يناير 2018، حتى إغلاق موقع nrg واستبداله بموقع جديد مكور ريشون. أرشيف nrg، بما في ذلك مقالات مكور ريشون المنشورة على الموقع، متاح على الإنترنت تحت نطاق مكور ريشون.
وفي يوليو 2014، عين أديلسون حجاي سيغال رئيسًا لتحرير الصحيفة. إضافة إلى ذلك، وجنّد أريئيل سيغال ككاتب عمود، وضاعف عدد النسخ الموزعة إلى نحو 80 ألفاً.
وفقًا لمسح TGI في يناير 2018، 3.8% يتصفحون الصحيفة في عطلة نهاية الأسبوع.

## مبنى الجريدة
منذ عام 2005، تضمنت جريدة مكور ريشون الملاحق التالية:
• مظروف الأخبار - عناصر الأخبار والتعليقات ومقالات الرأي والافتتاحيات والأقسام الاقتصادية والرياضة والأقسام الأخرى التي تتغير من وقت لآخر. ومن بين الكتاب المنتظمين أرييل شنافال، يائير شاركي، يائير شيلاج، آري شافيت، يائير كراوس، أساف غابور، شلومو بيوتركوفسكي، جدعون دوكوف، نداف هالبرين وريكي ميمان. ينشر تسور إيرليخ عمودًا شعريًا منتظمًا وينشر أرنون سيغال عمودًا منتظمًا حول قضية المسجد الاقصى.
• يوميات - ملحق أسبوعي للشؤون الجارية يحتوي على مقالات ومقابلات وأعمدة شخصية حررها يشاي هولاندر. ومن بين الكتاب المنتظمين حجاي سيغال، وران باريتز، ويهودا يافارح، وأساف غابور، وأمير رابابورت، وشالوم يروشالمي، وإلياشيف رايخنر، وفزيت رابينا، وأرييل كهانا. في الماضي كتب في المجلة: تسور إيرليخ، أمنون لورد، موشيه شتيرن، عدي أربيل، آريل سيغال، عميت سيغال، صوفيا رون موريا وغيرهم. المحرر السابق لـ "يوميات" كان أوري إليتسور.
• اللوحة (الصورة) - مجلة تحتوي على مقالات ملونة وأعمدة شخصية وأقسام متنوعة. من بينها - عامود موضوعي شخصي بقلم نائبة رئيس تحرير مكور ريشون، أورلي جولدكلانج؛ عامود رأي شخصي بقلم يوتام زامري؛ عامود شخصي بقلم ياعيل شيفاح، وقسم عادي يتناول الإرهاب الزراعي. في الماضي، كان الملحق يضم أيضًا قسمًا للأطعمة وقسمًا للسفر والمزيد. وفي عام 2020، أضيف عامود جغرافي - سياسي بقلم نيتسان ديفيد فوكس، منتج بودكاست "اللعبة الكبيرة". محرر الملحق هو أوري جليكمان.
• ملحق السبت - ملحق للفكر واليهودية والأدب، ذو طبيعة فكرية. أسسه يوآف سوريك ويعتبر فكرًا طليعيًا أدى إلى تعزيز التيارات الليبرالية في الصهيونية الدينية. ساهم في تحرير الملحق إلى جانب سوريك نائبه الحنان نير، وفي عام 2012 حل محل سوريك محررًا للملحق. محرر قسم مراجعة الكتب ونائب المحرر هو الدكتور شموئيل فاوست.
• خروج السبت [موتساش-بالعبرية] – ملحق للثقافة والترفيه (بدأ بالظهور عام 2011). المحرر الأول كان إلعاد طينا. ومن بعده جاء كل من أرييل شنافال، وليمور جريزيم ماجان، وأوري جليكمان (بالتزامن مع دوره محرر لقسم اللوحة) في هذا المنصب، والآن المحررة هي تامار بيرلستين.

## الملاحق القديمة
في الفترة من 1 يناير 2005 حتى فبراير 2006، ظهرت مجلة "هَشْفوعون" الأسبوعية، وهي ملحق ثقافي ودليل للبرامج الإذاعية والعروض. حررته تمار نيشر راتي. وكان نائب المحرر شاي زيلر.
بعد إعادة هيكلة الصحيفة، ظهر ملحق العطلة الذي كان نصف أسبوعي وسرعان ما أُلغي.
في يونيو 2006، بعد بضعة أشهر من إلغاء المجلة الأسبوعية، أضيف ملحق نصف أسبوعي يسمى شيشي (جمعة) إسرائيلي، والذي كان من المقرر أن يصبح أسبوعيًا. لقد كان ملحقًا كرومو، بتنسيق صغير، يحتوي على أقسام وأعمدة ومقالات مجلات، مواضيعه الأساسية حول الشؤون الجارية. وبعد حوالي ثلاثة أشهر أُلغي هو الآخر.
كان الملحقان الاقتصادي الذي حرره الاقتصادي عيران بار-طال، والرياضة، الذي حرره دوتان ملآخ، ملحقين منفصلين، لكن منذ يوليو 2012 توقفا عن الظهور كملحقين منفصلين، ودخلا إلى صفحات ملحق "موتساش". وفي يناير 2013، وُقعت اتفاقية مع صحيفة الأعمال "جلوبس" لإنتاج ملحق يومي، في مجال الأعمال والاقتصاد، يضاف إلى الطبعة اليومية لجريدتي معاريف ومكور ريشون. وبعد أقل من عام انتهى هذا التعاون.
لفترة وجيزة، نشرت الصحيفة "السبت الكبيرة" [شابات هجادول-بالعبرية] - ملحق فكري موسع، الذي ظهر ثلاث مرات في السنة من تحرير يوآف سوريك، نشرة السبت التي توزع مجانًا في المعابد اليهودية وتضمنت مقالات مختصرة من صحيفة مكور ريشون. وأقسام أخرى، لكنها توقفت عن الظهور نهاية عام 2010.
العدالة - أخبار وتعليقات من عالم القانون والهلاخا. المحرر: يهودا يفراح.
• النساء - ملحق مخصص للنساء (بدأ بالظهور في صيف عام 2006، نُشر مرة كل أسبوعين)، من تحرير ليمور جريزيم- مَغين. سبقتها مجلة "وجه المرأة" [بْني إيشا-بالعبرية] التي حررتها أييليت كيدم وتبعتها روني مرة أخرى.
حروف [أُوتِيوت-بالعبرية] – صحيفة للأطفال والشباب. نتيجة الاندماج الذي حدث في عام 2017 بين ملحق "مكور للأطفال" وصحيفة الأطفال والشباب الدينية العريقة "أُوتِيوت" في البداية كانت الصحيفة المدمجة تسمى "أُوتِيوت للأطفال"، ثم أصبحت تسمى ""أُوتِيوت" من بيت صحيفة "مكور ريشون"". صدر العدد الأول من "مكور للأطفال" في 10 ديسمبر 2004. وكان المحررون إيتاي إلبويم وأوريت زيمر. وفي السنوات السابقة، ظهر قسم للأطفال من صفحتين في ملحق "اللوحة" حرره إيهود ماكسيموف وكان من بين كتابها شوشي غرينفيلد ويوئيل خياط ويوسي شاحر وأفينداف فيتكون.
سكاكر [سوكَرِيوت-بالعبرية] - صحيفة لمرحلة ما قبل المدرسة. المعروفة بالصحيفة الشقيقة لـ "أوتيوت".

## الأسباق الصحفية
وتنسب للصحيفة عدة اكتشافات حصرية مثل الكشف عن قضية عضوية إيهود باراك في انتخابات 1999، ومزاعم التزوير في الانتخابات الداخلية لحزب العمل، وهي عمليات الاحتيال التي تسببت في خسارة عضو الكنيست أديسو ماسالا؛ ضحايا نظام أدراج سيلفي دهاري؛ الاتصالات السرية بين مارتن شالف وياسر عرفات؛ "تحالف الأخوة" – التحالف السياسي بين يائير لابيد ونفتالي بينيت بعد انتخابات 2013؛ تقرير لجنة القاضي إدموند ليفي حول فحص وضع البناء في الضفة الغربية.

## محررو الجريدة
| الاسم         | سنوات التحرير |
| مئير عوزيئل   | 1997-1998     |
| عمنوائل شيلوه | 1999-2000     |
| أمنون شومرون  | 2001-2004     |
| أمنون لورد    | 2004-2009     |
| أوري إليتسور  | 2009-2013     |
| حجاي سيغال    | 2013-2023     |
| إلعاد طينا    | 2023-للأن     |

## ملحق السبت
ملحق "السبت" لـ "مكور ريشون" هو ملحق عن المعتقدات والأدب والفكر التوراتي نُشر منذ عام 2004. وكان محرر الملحق منذ بدايته حتى عام 2007 هو يوآف سوريك، والمحرر الحالي هو الحاخام الحنان نير. محرر قسم مراجعة الكتب هو الدكتور شموئيل فاوست.
يجمع ملحق "السبت" بين المحتوى اليهودي والمحتوى الأدبي والفني العام - على غرار ملحق "الثقافة والأدب" في صحيفة هآرتس. مجالات نشاطه أوسع من الملحق الأدبي العادي، وكذلك حجمها - 24 صفحة تقريبًا طوال سنوات ظهوره. يحظى الملحق بتقدير كبير ويعتبر منصة محترمة، حيث ينشر الكتاب والشعراء والمترجمين والباحثين والعلماء بانتظام، كما يستخدم كمنصة لنشر القصص القصيرة والشعر. لقد خضع تنسيق الملحق لتغييرات طفيفة فقط منذ ظهوره لأول مرة. يحتوي الغلاف على عمل فني (لوحة أو صورة فوتوغرافية) واقتباس بجانبه.
ولفترة قصيرة، نُشر الملحق في شكل مماثل للملحق الثقافي لصحيفة معاريف المسمى "مساء السبت" [عيرِف شبات-بالعبرية]، واحتوى على مواد فريدة، بما في ذلك عمود أسبوعي لدوف إلبويم وعمود ليئير شيلِغ. الأقسام الموجودة في الملحق هي: مقال عادي عن "أية الأسبوع"، يتغير مؤلفه بحسب الأقسام التوراتية؛ "قيم من المعجم اليهودي" - مقال البروفيسور شالوم روزنبرغ؛ قسم نقد شعري كتبه يوناتان بيرج؛ قسم نقد موسيقي كتبه عميحاي حسون؛ "اترك وواجه" - مقال ثابت بقلم حيوتا دويتش؛ "بلغة مختلفة" - مراجعة شهرية للمجلات من جميع أنحاء العالم بقلم زئيف شبايدل؛  "القديم قبل الجديد" مقال ثابت عن الكتب للكاتب أدميل كوسمان؛ وقسم يتناول الحاخامات في الجاليات اليهودية حول العالم بقلم الحاخام إلياهو بيرنباوم.

## النقد
تعرض الخط الليبرالي للصحيفة في مسائل الإيمان والقانون والعفة لانتقادات من قبل بعض العناصر في المجتمع الديني القومي. في يونيو 2011، نشر الحاخام يسرائيل روزين مقالًا ينتقد فيه ملحق "السبت" الخاص بالصحيفة في نشرة السبت، ووصف فيه الملحق بأنه "محافظ" ومحرره يوآف سوريك بانه"داعية وواعظ". في يناير 2017، أشار الحاخام شموئيل طال في مقابلة مع جريدة "عالم صغير" [عولام قَطان- بالعبرية] إلى الوضع الحالي للصحيفة التي أسسها، منتقدًا عدم التزام الصحيفة بالتعاليم الدينية [الهَلاخا]، وكونها منصة للمقالات الهرطقية، ومستوى تواضعها. وقال إنها في نظره أسوأ بكثير من صحيفة علمانية معلنة. وردا على كلام الحاخام طال ادعى رئيس تحرير الصحيفة حجاي سيغال أنه لا يوجد سبب لهذه الادعاءات. ورد الحاخام آرالي هارئيل والحاخام هارئيل دفير على المقال، اللذين عززا كلام الحاخام طال وردا على ادعاءات حجاي سيغال.
في سبتمبر 2011، أُلصقت عشرات الإعلانات في منطقة الضفة الغربية ضد الصحيفة، بسبب موقفها الثابت في ذلك الوقت ضد نهج دفع الثمن التي اتخذها نشطاء شباب التلة.
وفي ديسمبر 2019، نشرت الصحيفة مقالًا عن المهاجرين المسلمين في منطقة نيوكلن في برلين. ادعى صحفي إسرائيلي الذي تحقق من "الحقائق" المنشورة في المقال، أن المقال "يبالغ في أهمية المشاكل القائمة، ومليء بالأكاذيب والافتراءات"، وبحسب قوله فإن المقال تضمن بيانات غير صحيحة حول نظام التعليم في المدينة، ومعدل البطالة بين سكان الحي، وتورطهم في الجريمة والإرهاب. وبحسب قوله فإن الصحيفة ضخمت التفاصيل من أجل التحريض وزرع الخوف تجاه العرب والمسلمين.